# Gengenbach
Gengenbach (pronunciación en alemán: /ˈɡɛŋənˌbax/ⓘ) es una pequeña ciudad de aproximadamente 11.000 habitantes. Se encuentra en el sur de Alemania, en el borde de la Selva Negra, en el Distrito de Ortenau, Baden-Wurtemberg. Su belleza - típica de los pueblos del sur de Alemania - ha sido motivo para que la ciudad haya sido elegida como fondo de varias películas, como Charlie y la fábrica de chocolate y también ha servido de musa inspiradora a pintores y escritores.